# 몰도바어
몰도바어(Limba moldovenească, Лимба молдовеняскэ)는 몰도바에서 루마니아어를 의미하는 언어다. 몰도바어는 1994년에 채택된 헌법 제13조에서 몰도바의 공식 언어로 선언되었고, 1991년 몰도바 독립 선언서에서는 루마니아어라는 이름을 사용했다. 2003년 몰도바 의회는 몰도바어와 루마니아어를 같은 언어라는 법률을 채택했다. 2013년 몰도바 헌법재판소는 헌법 제13조가 독립 선언서로 대체되었다고 해석했고, 따라서 루마니아어라는 이름에 공식 지위를 부여했다. 2023년 3월 16일 몰도바 의회는 모든 입법문서와 헌법에서 국어를 루마니아어로 지칭하는 법률을 승인했다.
분리된 트란스니스트리아 지역은 러시아어와 우크라이나어와 함께 "몰도바어"를 공용어로 계속 인정하고 있다.

## 자음
|        |        | 순음    | 순음     | 치경음 | 치경음    | 후치경음 | 경구개음   | 연구개음 | 연구개음 | 성문음 | 성문음   |
| 경음   | 연음   | 경음    | 연음     | 경음   | 연음      | 후치경음 | 경구개음   | 경음     | 연음     |        |          |
| ------ | ------ | ------- | -------- | ------ | --------- | -------- | ---------- | -------- | -------- | ------ | -------- |
| 전동음 | 전동음 |         |          | r ⟨р⟩  | rʲ ⟨-рь⟩  |          |            |          |          |        |          |
| 비음   | 비음   | m ⟨м⟩   | mʲ ⟨-мь⟩ | n ⟨н⟩  | nʲ ⟨-нь⟩  |          | ɲ ⟨н(и,е)⟩ |          |          |        |          |
| 파열음 | 무성음 | p ⟨п⟩   | pʲ ⟨-пь⟩ | t ⟨т⟩  | tʲ ⟨-ть⟩  |          | c ⟨к(и,е)⟩ | k ⟨к⟩    | kʲ ⟨-кь⟩ |        |          |
| 파열음 | 유성음 | b ⟨б⟩   | bʲ ⟨-бь⟩ | d ⟨д⟩  | dʲ ⟨-дь⟩  |          | ɟ ⟨г(и,е)⟩ | ɡ ⟨г⟩    | ɡʲ ⟨-гь⟩ |        |          |
| 파찰음 | 무성음 |         |          | t͡s ⟨ц⟩ | t͡sʲ ⟨-ць⟩ | t͡ʃ ⟨ч⟩   |            |          |          |        |          |
| 파찰음 | 유성음 |         |          | d͡z ⟨ѕ⟩ | d͡zʲ ⟨-ѕь⟩ | d͡ʒ ⟨џ⟩   |            |          |          |        |          |
| 마찰음 | 무성음 | f ⟨ф⟩   | fʲ ⟨-фь⟩ | s ⟨с⟩  | sʲ ⟨-сь⟩  | ʃ ⟨ш⟩    | ç ⟨ш(и,е)⟩ |          |          | h ⟨х⟩  | hʲ ⟨-хь⟩ |
| 마찰음 | 유성음 | v ⟨в⟩   | vʲ ⟨-вь⟩ | z ⟨з⟩  | zʲ ⟨-зь⟩  | ʒ ⟨ж⟩    | ʝ ⟨ж(и,е)⟩ |          |          |        |          |
| 접근음 | 접근음 | w ⟨ў,у⟩ |          | l ⟨л⟩  | lʲ ⟨-ль⟩  |          | j ⟨й,и⟩    |          |          |        |          |

## 모음
|        | 전설 모음 | 중설 모음 | 후설 모음 |
| ------ | --------- | --------- | --------- |
| 고모음 | i ⟨и⟩     | ɨ ⟨ы,-э⟩  | u ⟨у⟩     |
| 중모음 | e ⟨е⟩     | ə ⟨э⟩     | o ⟨о⟩     |
| 저모음 | a ⟨а⟩     | a ⟨а⟩     | a ⟨а⟩     |

## 상세
1918년부터 1940년까지 루마니아령인 베사라비아(현재의 몰도바)에서는, 주민이 쓰는 말도 루마니아어였다. 제2차 세계 대전에 의해서 베사라비아가 소비에트 연방에 병합되어 이 지역에 몰다비아 소비에트 사회주의 공화국(현재의 몰도바 공화국)이 수립되면서 루마니아어를 ‘몰도바어’로 부르게 되었고, 문자는 로마 문자에서 키릴 문자로 바뀌었다.
소련에서 페레스트로이카가 시작되면서 몰도바에서도 민족주의 운동이 높아져, 1989년에 몰도바어가 로마 문자 표기로 되돌려지고 공용어로 정해졌다. 1991년에 몰도바 공화국이 독립되면서 헌법에서도 공용어로 명시되었다. 1996년에는 언어명을 몰도바어에서 루마니아어로 바꾸자는 안이 의회에 제출되지만 몰도바 내의 비루마니아계 주민들의 반대로 부결되었다. 다만 2013년 몰도바 헌법재판소는 몰도바의 공용어가 루마니아어라고 선언했다.
2004년 인구 조사에서 몰도바의 다수를 차지하는 루마니아계 몰도바인들 중 60%가 자신의 모국어를 몰도바어, 16.5%가 루마니아어라고 답했다. 도시 지역에서는 37%가 자신의 모국어를 루마니아어라고 답한 반면, 농촌에서는 7분의 1만이 자신의 모국어를 루마니아어라고 했다.
한편 트란스니스트리아는 우크라이나어, 러시아어와 함께 몰도바어를 공용어로 사용하며, 키릴 문자를 사용한다. 키릴 문자로 쓴 몰도바어는 루마니아어사용자의 대부분을 차지하는 트란스드니에스트르 지역 밖의 루마니아계 몰도바인과 루마니아인에게는 루마니아의 민족주의 및 러시아에 대한 반감 때문에 민감하게 받아들여지고 있다. 역사적으로 몰도바와 루마니아는 옛날에 하나였으므로 그나마, 몰도바어와 루마니아어는 별로 차이가 없는 것으로 판단되었다.
몰도바어 위키백과도 존재하였었으나, 별개의 언어로 볼 근거가 부족한 것에 더하여 사용자가 부족한 등의 이유로 현재는 폐쇄된 상태이다.

## 같이 보기
- 로마 제국의 유산